# The Love Gambler

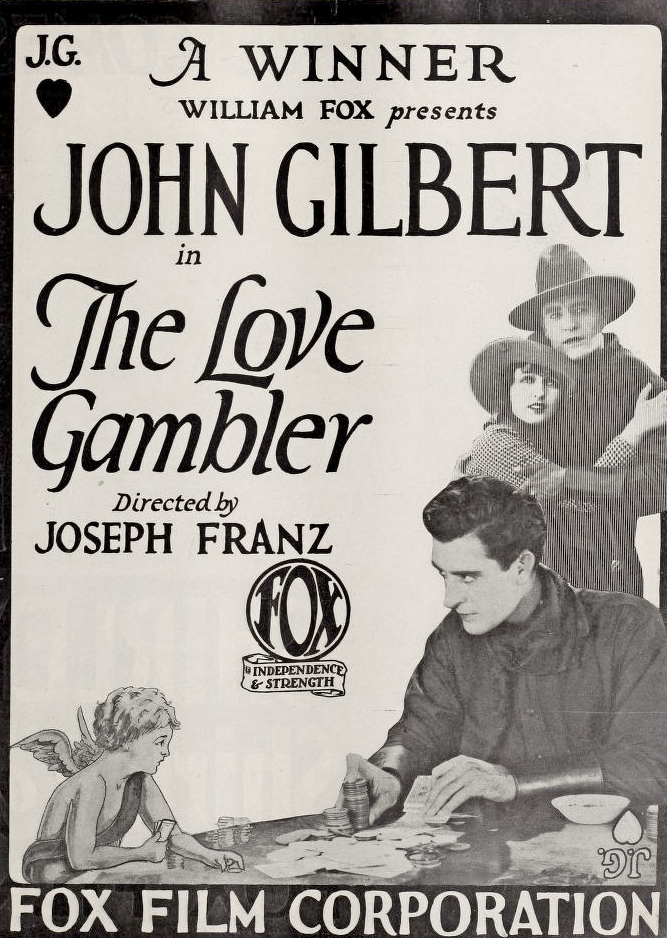
Pòster de la pel·lícula

The Love Gambler és una pel·lícula muda de la Fox dirigida per Joseph Franz i protagonitzada per John Gilbert i Carmel Myers. Basada en el relat adaptat per Jules Furthman "Where the Heart Lies" de Lillian Bennett-Thompson i George Hubbard (1922), la pel·lícula es va estrenar el 12 de novembre de 1922 amb crítiques molt pobres.

## Argument
El treballador del ranxo Dick Manners guanya la seva aposta de domar un cavall salvatge xiulant una certa melodia i aconseguir, xiulant la mateixa tonada, un bes de Jean McClelland, la filla del propietari que l’odia. El bes, però, porta a l’idil·li i aquest a que Dick sigui acomiadat pel propietari, el coronel Angus McClelland. La situació es complica més quan Dick s’acaba casant amb una dona moribunda (Kate) per donar nom a la seva filla. Kate es recupera però la nena sent parlar Dick i Jean i ho explica a la seva mare. Aquesta decideix suïcidar-se per alliberar Dick. Mentrestant Jean ha comprès la voluntat de sacrifici de Dick i en morir Kate l’amor triomfa sobre les objeccions dels seus pares. La parella adopta la nena.

## Repartiment
- John Gilbert (Dick Manners)
- Carmel Myers (Jean McClelland)
- Bruce Gordon (Joe McClelland)
- C.E. Anderson (Curt Evans)
- W. E. Lawrence (Tom Gould)
- James Gordon (coronel Angus McClelland)
- Mrs. Cohen (Mrs. McClelland)
- Barbara Tennant (Kate)
- Edward Cecil (Cameo Colby)
- Doreen Turner (Ricardo)